# Eschweilera potaroensis
Eschweilera potaroensis là một loài thực vật linhin thuộc họ Lecythidaceae.
Loài này chỉ có ở Guyana.